# Onesse-Laharie
Onesse-Laharie, tot 2013 Onesse-et-Laharie genaamd, is een gemeente in het Franse departement Landes (regio Nouvelle-Aquitaine) en telt. De plaats maakt deel uit van het arrondissement Mont-de-Marsan. Onesse-Laharie telde op 1 januari 2022 1.057 inwoners.

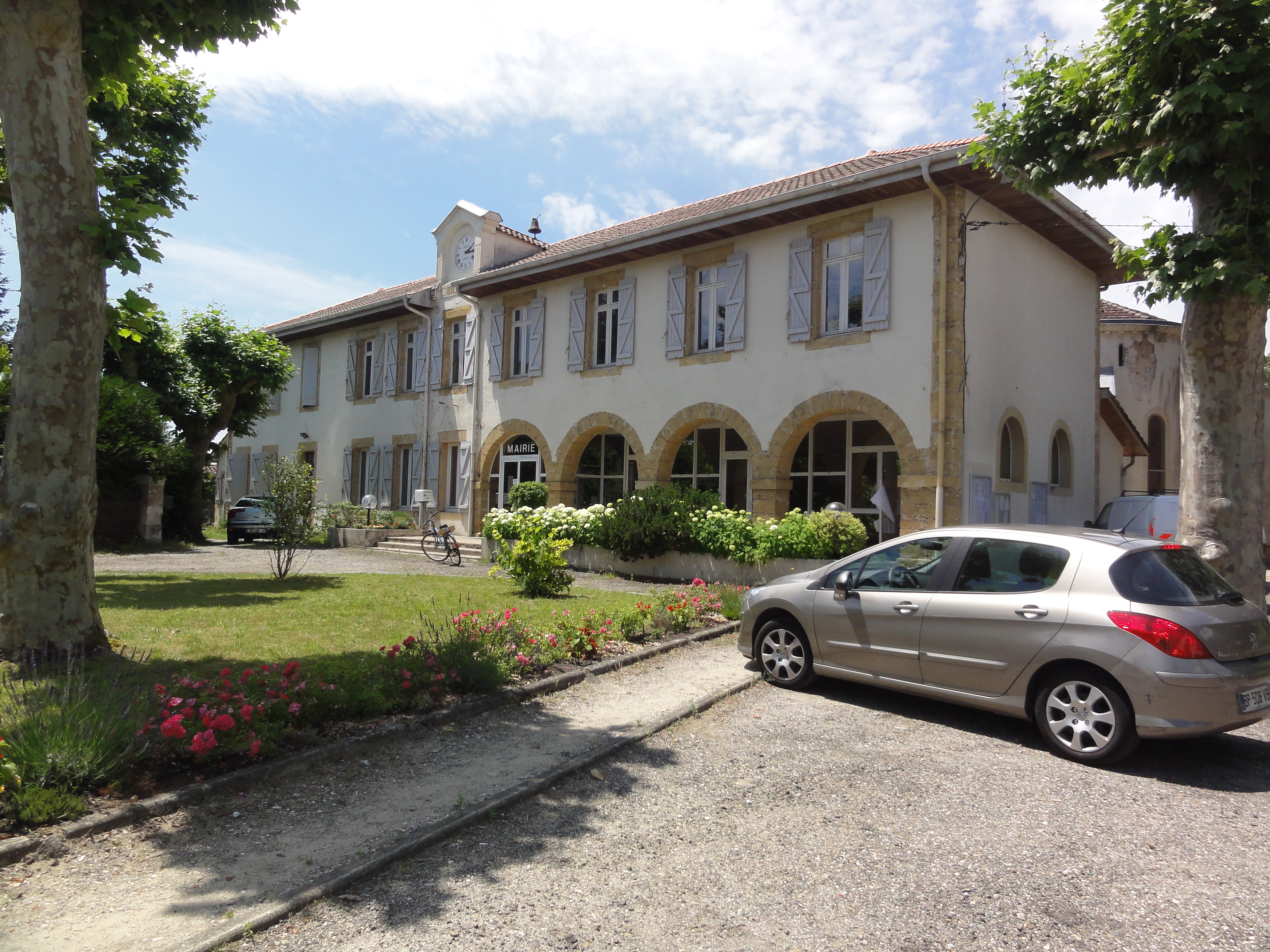
Gemeentehuis
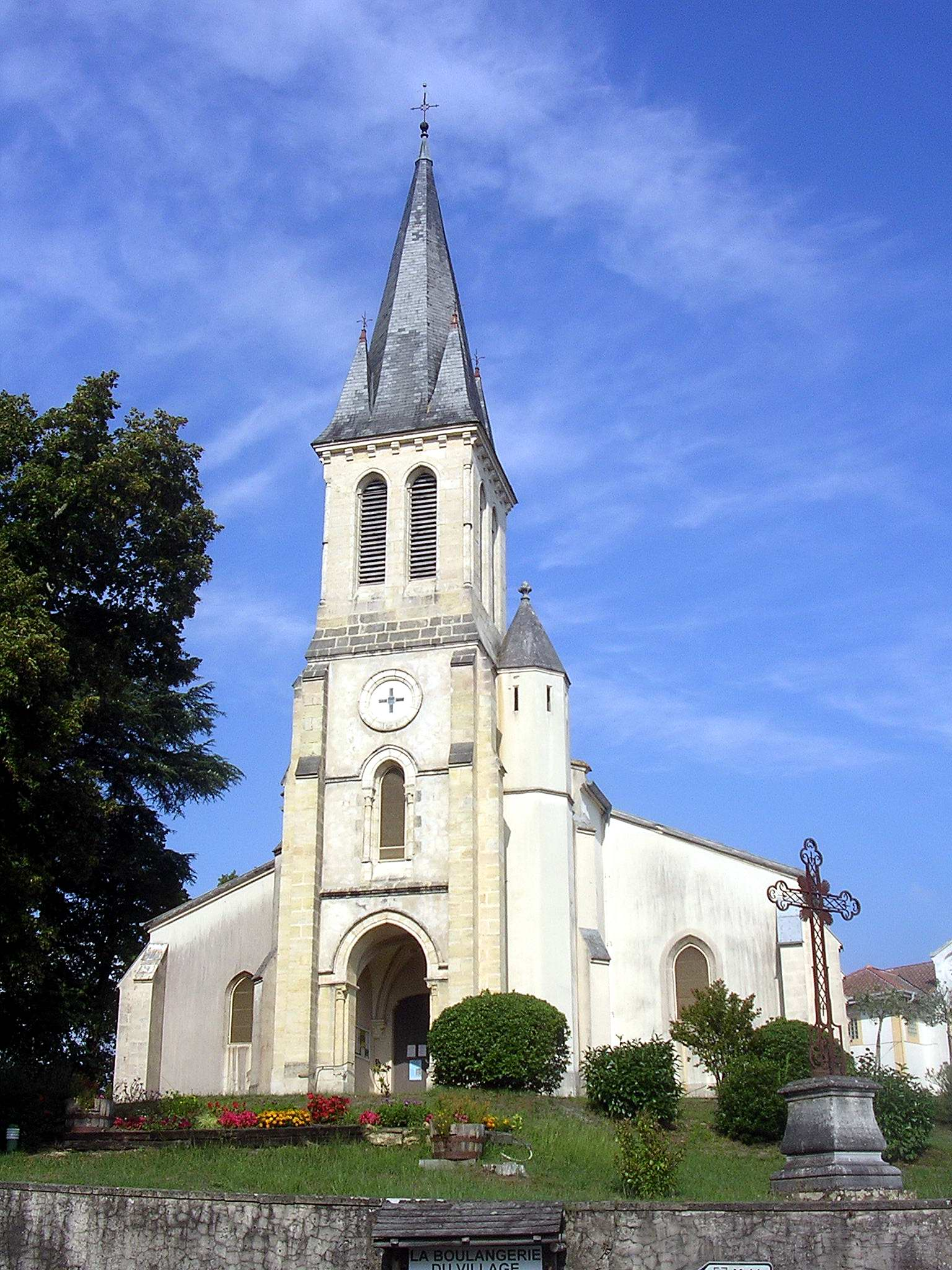
Kerk van Onesse-Laharie

## Geografie
De oppervlakte van Onesse-Laharie bedroeg op 1 januari 2022 132,13 vierkante kilometer; de bevolkingsdichtheid was toen 8 inwoners per km².

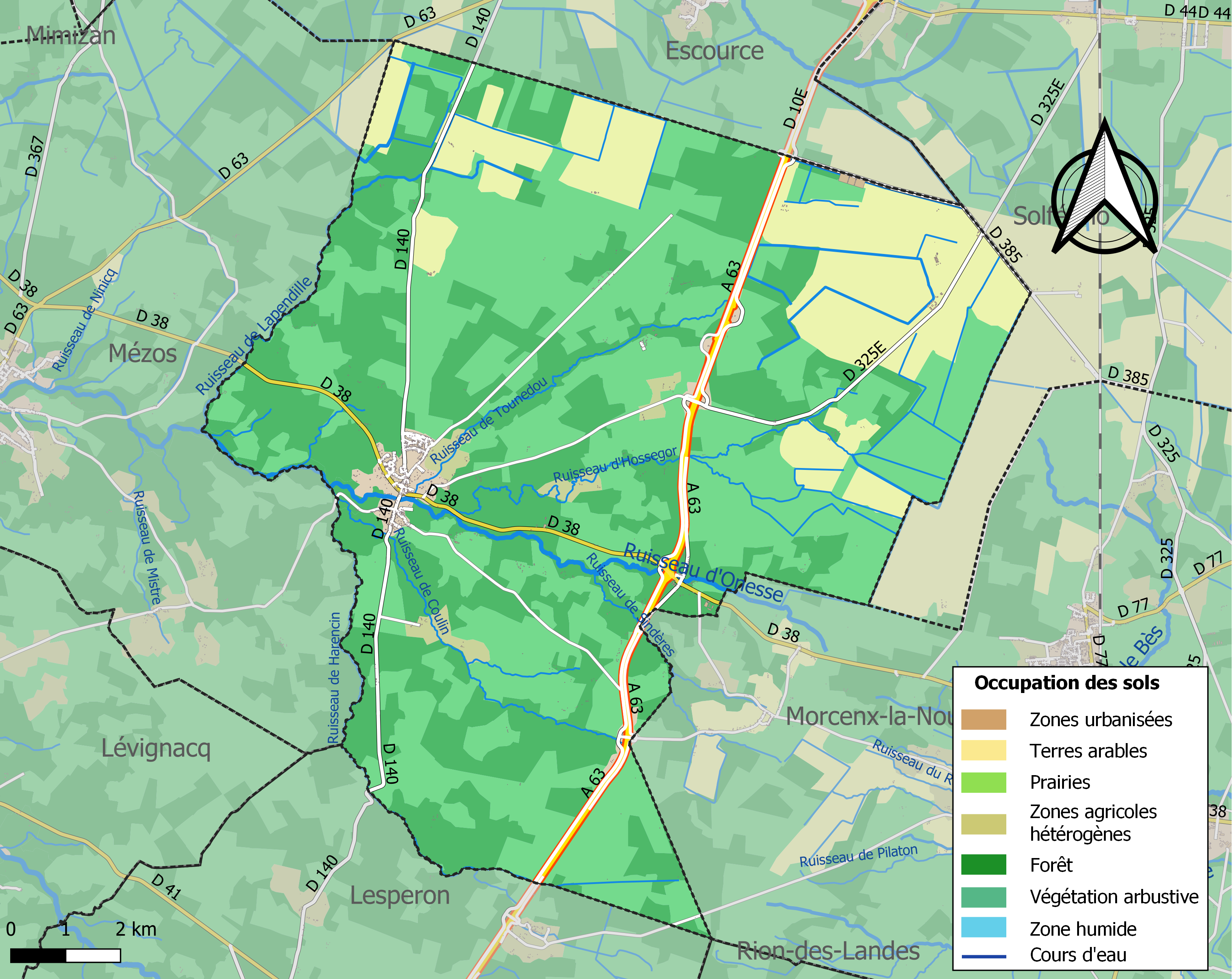
Kaart van de gemeente met de belangrijkste infrastructuur, bodemgebruik en omliggende gemeenten

## Demografie
Onderstaande figuur toont het verloop van het inwonertal (bron: INSEE-tellingen).